# Glücklich Vilma
Glücklich Vilma  (Vágújhely, 1872. augusztus 9. – Bécs, 1927. augusztus 19.) zsidó származású tanárnő, a magyarországi feminista mozgalom egyik első vezetője. Anyai nagybátyjai Horn Ede politikus és Horn Antal hírlapíró. Nővére Glücklich Ida (férjezett Major Gyuláné) író, műfordító.

## Élete
Glücklich Ignác (1830–1900) hivatalnok és Einhorn Sarolta (1839–1925) lánya. Gyermekkorában családjával Budapestre költözött. Reáliskolát végzett, majd tanítói végzettséget szerzett. 1893-tól 1896-ig a fiumei felső leányiskolában működött. 1896 februárjában kezdte meg tanulmányait a Budapesti Tudományegyetem Bölcsészettudományi Karán, ahol fizikát és matematikát hallgatott. Ezzel ő volt az első Magyarországon, aki nőként egyetemi diplomát szerzett. Ezt követően a fővárosban tanított. Sokat dolgozott a nők érdekeinek érvényesítéséért, a gyermekvédelem hatékonyságáért és jelentős irodalmi tevékenységet fejtett ki. A Nőtisztviselők Országos Egyesületének elnökségi tagja volt. 1904-ben Bédy-Schwimmer Rózsával megalapították a Feministák Egyesületét, melynek hosszú ideig ügyvezető elnöke volt. Egyik céljuk volt a nők választójogának kiharcolása. Az első világháború idején aktív szerepet vállalt a pacifista mozgalomban. A tanácsköztársaság alatt Kun Béla „burzsoá ideológiai csökevénynek” tekintette a feminizmust, így az egyesület betiltását fontolgatta. Végül az ezt követő fehérterror idején ellenük irányuló zaklatás volt az, ami miatt az egyesület vezetőinek el kellett hagyniuk az országot. Glücklich Vilmát fegyelmi úton mozdították el állásából és nyugdíj nélkül bocsátották el. 1922-ben a Nők Nemzetközi Ligája a Békéért és Szabadságért genfi központjának főtitkára lett. Ebben a minőségében rendezte az egyesület Washingtonban megtartott 1924. évi kongresszusát. Megbízatása lejártával Dublinban a vezetőség héttagú bizottságának tagja volt. 1925-ben tért vissza Magyarországra.

## Emlékezete
2020 novemberében lépcsőt neveztek el róla Budapest I. kerületében.